# Christiaan Varenhorst
Christiaan Varenhorst (* 6. Mai 1990 in Den Haag) ist ein niederländischer Beachvolleyballspieler.

## Karriere
Varenhorst wurde 2007 mit Alexander Brouwer Neunter der Jugend-Weltmeisterschaft in Mysłowice und erreichte im folgenden Jahr in seiner Heimatstadt den fünften Platz des gleichen Wettbewerbs. Anschließend kam er mit Brouwer ins Finale der Junioren-WM in Brighton. 2010 spielte das Duo bei den Mysłowice Open sein letztes gemeinsames Turnier. Den Rest des Jahres bestritt Varenhorst in wechselnden Formationen.
Bei den Brasília Open 2011 kam er mit Jon Stiekema zusammen. Das Duo belegte einige vordere Plätze bei kleineren Turnieren und spielte im August bei der EM in Kristiansand, wo man im Achtelfinale gegen die Deutschen Erdmann/Matysik verlor. Besser lief es 2012 bei der EM in Den Haag, als Stiekema/Varenhorst Platz fünf belegten. Bei der WM 2013 in Stare Jabłonki spielte Varenhorst wegen einer Fußverletzung von Stiekema mit Daan Spijkers und belegte Platz 17. Auch bei der EM 2014 in Cagliari belegten Stiekema/Varenhorst Platz fünf. Seit Mitte 2014 spielte Varenhorst an der Seite des mehrfachen Europameisters und Olympiateilnehmers Reinder Nummerdor. Bei der FIVB World Tour gewannen Nummerdor/Varenhorst den São Paulo Grand Slam und die Mangaung Open. 2015 wurden die beiden Niederländer in ihrer Heimat Vizeweltmeister.
2016 gewannen Nummerdor/Varenhorst den Grand Slam in Moskau und belegten bei den Olympischen Spielen in Rio de Janeiro den fünften Platz.
Nach dem Karriereende von Reinder Nummerdor spielte Varenhorst 2017 an der Seite des Hallen-Nationalspielers Maarten van Garderen. Auf der FIVB World Tour spielten Varenhorst / van Garderen die Turniere in Rio de Janeiro, Moskau und Den Haag. In Charkiw gewannen sie das CEV-Satellite-Turnier im Finale gegen die Ukrainer Denyn/Popow. Für die Weltmeisterschaft in Wien erhielten sie eine von drei Wildcards und belegten am Ende den vierten Platz. Seit Ende 2017 ist Jasper Bouter Varenhorsts neuer Partner. Auf der FIVB World Tour 2018 hatten Bouter/Varenhorst zahlreiche Top-Ten-Platzierungen und belegten bei der heimischen Europameisterschaft den fünften Platz.
Von 2019 bis 2022 spielte Varenhorst mit Steven van de Velde zusammen. Mit dem dritten Platz beim 4-Sterne-Turier in Itapema konnten die beiden bereits schnell ihre erste Podestplatzierung auf der World Tour erreichen. Beim World-Tour Finale in Rom belegten van de Velde / Varenhorst Platz fünf. Beste Ergebnisse auf der World Tour 2021 waren dritte Plätze beim 4-Sterne-Turnier in Sotschi und beim World Tour Finale in Cagliari. Bei der neugeschaffenen World Beach Pro Tour 2022 hatten van de Velde/Varenhorst mehrere Top-Ten-Platzierungen, darunter ein dritter Platz beim Elite16-Turnier in Gstaad. Bei der Weltmeisterschaft in Rom schieden die Niederländer in der ersten K.-o.-Runde gegen die neuen Weltmeister Mol/Sørum aus.
Von Juli 2023 bis August 2024 war Leon Luini Varenhorsts Partner. Wegen einer Verletzung verpasste Varenhorst die Europameisterschaft in Wien. Nach durchwachsenen Ergebnissen auf der World Pro Tour 2023 und 2024 sowie einem fünften Platz bei der heimischen Europameisterschaft 2024 beendete Varenhorst wegen einer langwierigen Rückenverletzung seine Profikarriere.